# カフリン県
カフリン県（カフリンけん、Département de Kaffrine）は、セネガル中部カフリン州中部にある県。カフリン市とビルケラン郡、マカ・ヨップ郡、マレム・ホダル郡、ンガンダ郡からなる。2006年に東部がクンゲル県に分割された。